# Lengyelország az 1992. évi nyári olimpiai játékokon
Lengyelország a spanyolországi Barcelonában megrendezett 1992. évi nyári olimpiai játékok egyik részt vevő nemzete volt. Az országot az olimpián 21 sportágban 201 sportoló képviselte, akik összesen 19 érmet szereztek.

## Érmesek
| Érem  | Versenyző | Sportág       | Versenyszám               |
| ----- | --- | ------------- | ------------------------- |
| Arany | Waldemar Legień | Cselgáncs     | Férfi középsúly           |
| Arany | Arkadiusz Skrzypaszek | Öttusa        | Férfi egyéni              |
| Arany | Maciej Czyżowicz Dariusz Goździak Arkadiusz Skrzypaszek | Öttusa        | Férfi csapat              |
| Ezüst | Józef Tracz | Birkózás      | Férfi kötöttfogás, 74 kg  |
| Ezüst | Piotr Stępień | Birkózás      | Férfi kötöttfogás, 82 kg  |
| Ezüst | Maciej Freimut Wojciech Kurpiewski | Kajak-kenu    | Férfi kajak kettes 500 m  |
| Ezüst | Nemzeti válogatott Dariusz Adamczuk Marek Bajor Jerzy Brzęczek Dariusz Gęsior Marcin Jałocha Andrzej Juskowiak Aleksander Kłak Andrzej Kobylański Dariusz Koseła Wojciech Kowalczyk Marek Koźmiński Tomasz Łapiński Grzegorz Mielcarski Ryszard Staniek Piotr Świerczewski Tomasz Wałdoch Mirosław Waligóra | Labdarúgás    | Férfi                     |
| Ezüst | Krzysztof Siemion | Súlyemelés    | Férfi 82,5 kg             |
| Ezüst | Rafał Szukała | Úszás         | Férfi 100 m pillangó      |
| Bronz | Artur Partyka | Atlétika      | Férfi magasugrás          |
| Bronz | Kajetan Broniewski | Evezés        | Férfi egypárevezős        |
| Bronz | Michał Cieślak Wojciech Jankowski Maciej Łasicki Tomasz Tomiak Jacek Streich | Evezés        | Férfi kormányos négyes    |
| Bronz | Dariusz Białkowski Grzegorz Kotowicz | Kajak-kenu    | Férfi kajak kettes 1000 m |
| Bronz | Izabela Dylewska | Kajak-kenu    | Női kajak egyes 500 m     |
| Bronz | Wojciech Bartnik | Ökölvívás     | Félnehézsúly              |
| Bronz | Małgorzata Książkiewicz | Sportlövészet | Női sportpuska, összetett |
| Bronz | Sergiusz Wołczaniecki | Súlyemelés    | Férfi 90 kg               |
| Bronz | Waldemar Malak | Súlyemelés    | Férfi 100 kg              |
| Bronz | Piotr Kiełpikowski Adam Krzesiński Cezary Siess Ryszard Sobczak Marian Sypniewski | Vívás         | Férfi tőr, csapat         |

| Sport         |   |   |    | Összesen |
| Asztalitenisz | 0 | 0 | 0  | 0        |
| Atlétika      | 0 | 0 | 1  | 1        |
| Birkózás      | 0 | 2 | 0  | 2        |
| Cselgáncs     | 1 | 0 | 0  | 1        |
| Evezés        | 0 | 0 | 2  | 2        |
| Íjászat       | 0 | 0 | 0  | 0        |
| Kajak-kenu    | 0 | 1 | 2  | 3        |
| Kerékpározás  | 0 | 0 | 0  | 0        |
| Labdarúgás    | 0 | 1 | 0  | 1        |
| Lovaglás      | 0 | 0 | 0  | 0        |
| Műugrás       | 0 | 0 | 0  | 0        |
| Ökölvívás     | 0 | 0 | 1  | 1        |
| Öttusa        | 2 | 0 | 0  | 2        |
| Sportlövészet | 0 | 0 | 1  | 1        |
| Súlyemelés    | 0 | 1 | 2  | 3        |
| Tenisz        | 0 | 0 | 0  | 0        |
| Tollaslabda   | 0 | 0 | 0  | 0        |
| Torna         | 0 | 0 | 0  | 0        |
| Úszás         | 0 | 1 | 0  | 1        |
| Vitorlázás    | 0 | 0 | 0  | 0        |
| Vívás         | 0 | 0 | 1  | 1        |
| Összesen      | 3 | 6 | 10 | 19       |

| Naponként | Naponként    | Naponként | Naponként | Naponként | Naponként | Naponként |
| --------- | ------------ | --------- | --------- | --------- | --------- | --------- |
| Nap       | Dátum        |           |           |           | Összesen  |           |
| 1.nap     | Július 25.   | —         | —         | —         | —         |           |
| 2.nap     | Július 26.   | 0         | 0         | 0         | 0         |           |
| 3.nap     | Július 27.   | 0         | 1         | 0         | 1         |           |
| 4.nap     | Július 28.   | 0         | 0         | 0         | 0         |           |
| 5.nap     | Július 29.   | 3         | 1         | 0         | 4         |           |
| 6.nap     | Július 30.   | 0         | 1         | 1         | 2         |           |
| 7.nap     | Július 31.   | 0         | 0         | 0         | 0         |           |
| 8.nap     | Augusztus 1. | 0         | 0         | 3         | 3         |           |
| 9.nap     | Augusztus 2. | 0         | 0         | 2         | 2         |           |
| 10.nap    | Augusztus 3. | 0         | 1         | 0         | 1         |           |
| 11.nap    | Augusztus 4. | 0         | 0         | 0         | 0         |           |
| 12.nap    | Augusztus 5. | 0         | 0         | 1         | 1         |           |
| 13.nap    | Augusztus 6. | 0         | 0         | 0         | 0         |           |
| 14.nap    | Augusztus 7. | 0         | 1         | 2         | 3         |           |
| 15.nap    | Augusztus 8. | 0         | 1         | 1         | 2         |           |
| 16.nap    | Augusztus 9. | 0         | 0         | 0         | 0         |           |
| Összesen  |              | 3         | 6         | 10        | 19        |           |

## Asztalitenisz
Férfi
| Versenyző                       | Versenyszám | Csoportkör | Csoportkör | Nyolcaddöntő                    | Negyeddöntő       | Elődöntő          | Döntő             | Helyezés |
| Versenyző                       | Versenyszám | Ellenfél Eredmény | Hely.      | Ellenfél Eredmény               | Ellenfél Eredmény | Ellenfél Eredmény | Ellenfél Eredmény | Helyezés |
| ------------------------------- | ----------- | --- | ---------- | ------------------------------- | ----------------- | ----------------- | ----------------- | -------- |
| Andrzej Grubba                  | Egyes       | D csoport · Louis Christiaan Botha (RSA) · 2-0 · Roland Vími (TCH) · 2-0 · Cláudio Kano (BRA) · 2-1                                                                                 | 1.         | Vang Tao (Wang Tao) (CHN) · 0-3 | kiesett           | kiesett           | kiesett           | 9.       |
| Piotr Skierski                  | Egyes       | G csoport · Petr Korbel (TCH) · 1-2 · Ma Ven-ko (Ma Wenge) (CHN) · 0-2 · Augusto Morales (CHI) · 2-0                                                                                | 3.         | kiesett                         | kiesett           | kiesett           | kiesett           | 33.      |
| Andrzej Grubba Leszek Kucharski | Páros       | H csoport · Nigéria (NGR) · Atanda Musa · Sule Olaleye · 2-0 · Új-Zéland (NZL) · Hagen Bower · Peter Jackson · 2-0 · Franciaország (FRA) · Damien Éloi · Jean-Philippe Gatien · 1-2 | 2.         |                                 | kiesett           | kiesett           | kiesett           | 9.       |

## Atlétika
Férfi
| Versenyző           | Versenyszám     | Előfutam | Előfutam | Előfutam | Elődöntő | Elődöntő | Elődöntő | Döntő         | Döntő         |
| Versenyző           | Versenyszám     | Idő      | Hely.    | Össz.    | Idő      | Hely.    | Össz.    | Idő           | Helyezés      |
| ------------------- | --------------- | -------- | -------- | -------- | -------- | -------- | -------- | ------------- | ------------- |
| Piotr Piekarski     | 800 m           | 1:48,51  | 1.       | 26.      | kizárták | kizárták | kizárták | kiesett       | kiesett       |
| Paweł Woźniak       | 400 m gát       | 50,30    | 5.       | 29.*     | kiesett  | kiesett  | kiesett  | kiesett       | kiesett       |
| Leszek Bebło        | Maraton         |          |          |          |          |          |          | 2:16:38       | 20.           |
| Jan Huruk           | Maraton         |          |          |          |          |          |          | 2:14:32       | 7.            |
| Wiesław Perszke     | Maraton         |          |          |          |          |          |          | 2:16:38       | 21.           |
| Robert Korzeniowski | 20 km gyaloglás |          |          |          |          |          |          | nem ért célba | nem ért célba |
| Robert Korzeniowski | 50 km gyaloglás |          |          |          |          |          |          | kizárták      | kizárták      |

| Versenyző            | Versenyszám | Selejtező | Selejtező | Döntő    | Döntő    |
| Versenyző            | Versenyszám | Eredmény  | Helyezés  | Eredmény | Helyezés |
| -------------------- | ----------- | --------- | --------- | -------- | -------- |
| Artur Partyka        | Magasugrás  | 226 cm    | 13.       | 234 cm   | **       |
| Roman Golanowski     | Távolugrás  | 761 cm    | 29.       | kiesett  | kiesett  |
| Eugeniusz Bedeniczuk | Hármasugrás | 16,92 m   | 11.       | 16,23 m  | 12.      |
| Andrzej Grabarczyk   | Hármasugrás | 15,79 m   | 34.       | kiesett  | kiesett  |

Női
| Versenyző          | Versenyszám     | Előfutam | Előfutam | Előfutam | Elődöntő | Elődöntő | Elődöntő | Döntő   | Döntő    |
| Versenyző          | Versenyszám     | Idő      | Hely.    | Össz.    | Idő      | Hely.    | Össz.    | Idő     | Helyezés |
| ------------------ | --------------- | -------- | -------- | -------- | -------- | -------- | -------- | ------- | -------- |
| Anna Brzezińska    | 1500 m          | 4:08,35  | 9.       | 10.      | 4:15,53  | 11.      | 24.      | kiesett | kiesett  |
| Małgorzata Rydz    | 1500 m          | 4:09,47  | 3.       | 12.*     | 4:03,83  | 2.       | 3.       | 4:01,91 | 7.       |
| Małgorzata Birbach | Maraton         |          |          |          |          |          |          | 2:54:33 | 26.      |
| Wanda Panfil       | Maraton         |          |          |          |          |          |          | 2:47:27 | 22.      |
| Beata Kaczmarska   | 10 km gyaloglás |          |          |          |          |          |          | 46:34   | 17.      |
| Katarzyna Radtke   | 10 km gyaloglás |          |          |          |          |          |          | 45:45   | 11.      |

| Versenyző                 | Versenyszám   | Selejtező | Selejtező | Döntő    | Döntő    |
| Versenyző                 | Versenyszám   | Eredmény  | Helyezés  | Eredmény | Helyezés |
| ------------------------- | ------------- | --------- | --------- | -------- | -------- |
| Beata Hołub               | Magasugrás    | 190 cm    | 17.*      | kiesett  | kiesett  |
| Donata Jancewicz          | Magasugrás    | 192 cm    | 12.       | 188 cm   | 10.      |
| Katarzyna Majchrzak       | Magasugrás    | 188 cm    | 23.       | kiesett  | kiesett  |
| Agata Jaroszek-Karczmarek | Távolugrás    | 655 cm    | 11.       | 641 cm   | 10.      |
| Krystyna Danilczyk        | Súlylökés     | 18,30 m   | 9.        | 18,29 m  | 10.      |
| Genowefa Patla            | Gerelyhajítás | 58,18 m   | 19.       | kiesett  | kiesett  |

| Versenyző          | Versenyszám | 100 m gát | 100 m gát | Magasugrás | Magasugrás | Súlylökés | Súlylökés | 200 m | 200 m | Távolugrás | Távolugrás | Gerelyhajítás | Gerelyhajítás | 800 m   | 800 m | Végeredmény | Végeredmény |
| Versenyző          | Versenyszám | Idő       | Pont      | Eredmény   | Pont       | Eredmény  | Pont      | Idő   | Pont  | Eredmény   | Pont       | Eredmény      | Pont          | Idő     | Pont  | Pont        | Helyezés    |
| ------------------ | ----------- | --------- | --------- | ---------- | ---------- | --------- | --------- | ----- | ----- | ---------- | ---------- | ------------- | ------------- | ------- | ----- | ----------- | ----------- |
| Maria Kamrowska    | Hétpróba    | 13,48     | 1053      | 170 cm     | 855        | 14,49 m   | 827       | 24,40 | 943   | 612 cm     | 887        | 44,12 m       | 747           | 2:10,96 | 951   | 6263        | 10.         |
| Urszula Włodarczyk | Hétpróba    | 13,57     | 1040      | 182 cm     | 1003       | 13,91 m   | 788       | 24,18 | 963   | 620 cm     | 912        | 43,46 m       | 734           | 2:14,96 | 893   | 6333        | 8.          |

* - egy másik versenyzővel azonos időt/eredményt ért el

** - két másik versenyzővel azonos eredményt ért el

## Birkózás
Kötöttfogású
| Versenyző            | Versenyszám | Csoportkör | Csoportkör | Helyosztók                  | Helyosztók                | Helyosztók        | Bronz- mérkőzés                   | Döntő                             | Helyezés |
| Versenyző            | Versenyszám | Csoportkör | Csoportkör | 9. helyért                  | 7. helyért                | 5. helyért        | Bronz- mérkőzés                   | Döntő                             | Helyezés |
| Versenyző            | Versenyszám | Ellenfél Eredmény | Hely.      | Ellenfél Eredmény           | Ellenfél Eredmény         | Ellenfél Eredmény | Ellenfél Eredmény                 | Ellenfél Eredmény                 | Helyezés |
| -------------------- | ----------- | --- | ---------- | --------------------------- | ------------------------- | ----------------- | --------------------------------- | --------------------------------- | -------- |
| Włodzimierz Zawadzki | 62 kg       | A csoport · Nisigucsi Sigeki (JPN) · 3-1 · Hu Kuo-hung (Hu Guohong) (CHN) · 4-0 · Szergej Martinov (EUN) · 8-9 · Hugo Dietsche (SUI) · 7-0                                                        | 2.         |                             |                           |                   | Juan Marén (CUB) · 0-5            |                                   | 4.       |
| Ryszard Wolny        | 68 kg       | A csoport · Móri Takumi (JPN) · 1-0 · Marthin Kornbakk (SWE) · 3-1 · Cecilio Rodríguez (CUB) · 1-6 · İslam Duqiçiyev (EUN) · 1-5                                                                  | 4.         |                             | Douglas Yeats (CAN) · 1-0 |                   |                                   |                                   | 7.       |
| Józef Tracz          | 74 kg       | A csoport · Željko Trajković (IOP) · 2-0 · Tuomo Karila (FIN) · 2-1 · Jaroslav Zeman (TCH) · 5-4 · Erhan Balcı (TUR) · 5-1 · Anton Marchl (AUT) · 5-0 · Torbjörn Kornbakk (SWE) · 4-0 (kétvállas) | 1.         |                             |                           |                   |                                   | Mnacakan Iszkandarjan (EUN) · 3-6 |          |
| Piotr Stępień        | 82 kg       | A csoport · Ernesto Razzino (ITA) · 6-0 · Daulet Turlihanov (EUN) · 3-2 · David Martinetti (SUI) · 7-1 · Timo Niemi (FIN) · 3-0                                                                   | 1.         |                             |                           |                   |                                   | Farkas Péter (HUN) · 1-6          |          |
| Andrzej Wroński      | 100 kg      | A csoport · Dennis Koslowski (USA) · 0-2 · Stipe Damjanović (CRO) · 6-0 · Helger Hallik (EST) · 2-0 · Szong Szongil (Song Seong-Il) (KOR) · 4-3 · Ion Ieremciuc (ROU) · DQ2                       | 2.         |                             |                           |                   | Szergej Gyemjaskevics (EUN) · 0-1 |                                   | 4.       |
| Jerzy Choromański    | 130 kg      | B csoport · Panajótisz Pikilídisz (GRE) · 0-2 · Tien Lej (Tian Lei) (CHN) · 2-6 | 5.         | Milan Radaković (IOP) · 4-2 |                           |                   |                                   |                                   | 9.       |

Szabadfogású
| Versenyző           | Versenyszám | Csoportkör | Csoportkör | Helyosztók        | Helyosztók                  | Helyosztók                       | Bronz- mérkőzés   | Döntő             | Helyezés    |
| Versenyző           | Versenyszám | Csoportkör | Csoportkör | 9. helyért        | 7. helyért                  | 5. helyért                       | Bronz- mérkőzés   | Döntő             | Helyezés    |
| Versenyző           | Versenyszám | Ellenfél Eredmény | Hely.      | Ellenfél Eredmény | Ellenfél Eredmény           | Ellenfél Eredmény                | Ellenfél Eredmény | Ellenfél Eredmény | Helyezés    |
| ------------------- | ----------- | --- | ---------- | ----------------- | --------------------------- | -------------------------------- | ----------------- | ----------------- | ----------- |
| Stanisław Szostecki | 48 kg       | B csoport · Fariborz Besarati (SWE) · 7-3 · Reiner Heugabel (GER) · 0-9 · Vugar Orudzsov (EUN) · 0-12 (kétvállas)                                                                               | 7.         | kiesett           | kiesett                     | kiesett                          | kiesett           | kiesett           | helyezetlen |
| Dariusz Grzywiński  | 62 kg       | B csoport · Anibál Nieves (PUR) · 2-3 (kétvállas) · Eduards Žukovs (LAT) · 4-2 · Roszen Vaszilev (BUL) · 4-5                                                                                    | 7.         | kiesett           | kiesett                     | kiesett                          | kiesett           | kiesett           | helyezetlen |
| Krzysztof Walencik  | 74 kg       | B csoport · Konsztandínosz Iliádisz (CYP) · 8-0 · Məmmədsalam Haciyev (EUN) · 3-4 · Milan Revický (TCH) · 1-0 · Lodoin Enkhbayar (MGL) · 8-3 · Kenny Monday (USA) · 0-2                         | 3.         |                   |                             | Gary Holmes (CAN) · visszalépett |                   |                   | 5.          |
| Robert Kostecki     | 82 kg       | B csoport · Rasoul Khadem Azgadhi (IRI) · 0-9 · Kevin Jackson (USA) · 3-4 | 8.         | kiesett           | kiesett                     | kiesett                          | kiesett           | kiesett           | helyezetlen |
| Marek Garmulewicz   | 90 kg       | B csoport · Daniel Sánchez (PUR) · 16-1 · Tóth Gábor (HUN) · 4-5 · Kenan Şimşek (TUR) · 1-4 | 4.         |                   | Renato Lombardo (ITA) · DQ2 |                                  |                   |                   | 7.          |
| Andrzej Radomski    | 100 kg      | B csoport · Boldyn Javkhlantögs (MGL) · 8-0 (kétvállas) · Alioune Diouf (SEN) · 6-3 (kétvállas) · Magdiel Gutiérrez (NCA) · 7-0 (kétvállas) · Ali Kayali (TUR) · 3-5 · Leri Habelov (EUN) · 0-5 | 3.         |                   |                             | Szubhas Verma (IND) · 2-0        |                   |                   | 5.          |
| Tomasz Kupis        | 130 kg      | A csoport · Mahmut Demir (TUR) · 1-4 · Jeffrey Thue (CAN) · 0-6 | 7.         | kiesett           | kiesett                     | kiesett                          | kiesett           | kiesett           | helyezetlen |

DQ2 - passzivitás miatt mind két versenyzőt kizárták

## Cselgáncs
Férfi
| Versenyző          | Versenyszám  | Selejtező                         | 32-es főtábla                         | Nyolcaddöntő                               | Negyeddöntő                           | Elődöntő                          | Vigaszág első kör | Vigaszág nyolcaddöntő | Vigaszág negyeddöntő                             | Vigaszág elődöntő                 | Bronz- mérkőzés                     | Döntő                          | Helyezés |
| Versenyző          | Versenyszám  | Ellenfél Eredmény                 | Ellenfél Eredmény                     | Ellenfél Eredmény                          | Ellenfél Eredmény                     | Ellenfél Eredmény                 | Ellenfél Eredmény | Ellenfél Eredmény     | Ellenfél Eredmény                                | Ellenfél Eredmény                 | Ellenfél Eredmény                   | Ellenfél Eredmény              | Helyezés |
| ------------------ | ------------ | --------------------------------- | ------------------------------------- | ------------------------------------------ | ------------------------------------- | --------------------------------- | ----------------- | --------------------- | ------------------------------------------------ | --------------------------------- | ----------------------------------- | ------------------------------ | -------- |
| Piotr Kamrowski    | Légsúly      | Sarbel Srábijja (LIB) · 1100-0000 | Youssef Omar Isahak (DJI) · 1000-0000 | Shigueto Yamasaki Júnior (BRA) · 1000-0000 | Yun Hyeon (KOR) · 0000-0010           |                                   |                   |                       | Willis García (VEN) · 0000-0001                  | kiesett                           | kiesett                             |                                | 9.       |
| Wiesław Błach      | Könnyűsúly   | erőnyerő                          | Ignacio Sayu (CUB) · 1100-0000        | Pak Jongi (Park Yong-I) (PRK) · 1000-0000  | Koga Tosihiko (JPN) · 0000-0010       |                                   |                   |                       | Si Cseng-seng (Shi Chengsheng) (CHN) · 0010-0000 | Bruno Carabatta (FRA) · 0000-0100 | kiesett                             |                                | 7.       |
| Krzysztof Kamiński | Váltósúly    | erőnyerő                          | John Baylon (PHI) · 1000-0000         | Alexandru Ciupe (ROU) · 0000-1000          | kiesett                               | kiesett                           |                   |                       |                                                  |                                   |                                     |                                | 18.      |
| Waldemar Legień    | Középsúly    | erőnyerő                          | Michael Oduor (KEN) · 1000-0000       | Nikola Filipov (BUL) · 1000-0000           | Yang Jong-Ok (KOR) · 0010-0000        | Nicolas Gill (CAN) · 0010-0000    |                   |                       |                                                  |                                   |                                     | Pascal Tayot (FRA) · 0010-0000 |          |
| Paweł Nastula      | Félnehézsúly | erőnyerő                          | Yun Sang-Sik (KOR) · 1000-0000        | Robert Van de Walle (BEL) · 1000-0000      | Odvogiin Baljinnyam (MGL) · 1000-0000 | Raymond Stevens (GBR) · 0000-0010 |                   |                       |                                                  |                                   | Dmitrij Szergejev (EUN) · 0000-0100 |                                | 5.       |
| Rafał Kubacki      | Nehézsúly    |                                   | Orlando Baccino (ARG) · 1000-0000     | Dennis Raven (NED) · 1000-0000             | David Hahalejsvili (EUN) · 0000-0001  |                                   |                   |                       | Frank Moreno (CUB) · 0000-1000                   | kiesett                           | kiesett                             |                                | 9.       |

Női
| Versenyző              | Versenyszám  | Selejtező                       | Nyolcaddöntő                       | Negyeddöntő                    | Elődöntő          | Vigaszág nyolcaddöntő          | Vigaszág negyeddöntő                | Vigaszág elődöntő                      | Bronz- mérkőzés                | Döntő             | Helyezés |
| Versenyző              | Versenyszám  | Ellenfél Eredmény               | Ellenfél Eredmény                  | Ellenfél Eredmény              | Ellenfél Eredmény | Ellenfél Eredmény              | Ellenfél Eredmény                   | Ellenfél Eredmény                      | Ellenfél Eredmény              | Ellenfél Eredmény | Helyezés |
| ---------------------- | ------------ | ------------------------------- | ---------------------------------- | ------------------------------ | ----------------- | ------------------------------ | ----------------------------------- | -------------------------------------- | ------------------------------ | ----------------- | -------- |
| Małgorzata Roszkowska  | Légsúly      | erőnyerő                        | Yolanda Soler (ESP) · 0000-0010    | kiesett                        | kiesett           |                                |                                     |                                        |                                |                   | 16.      |
| Maria Gontowicz-Szałas | Könnyűsúly   | erőnyerő                        | Driulis González (CUB) · 0000-0010 |                                |                   | Jemina Alves (BRA) · 1000-0000 | Ursula Myrén (SWE) · 0010-0000      | Tateno Csijori (JPN) · 0000-0001       | kiesett                        |                   | 7.       |
| Bogusława Olechnowicz  | Váltósúly    | Diane Bell (GBR) · 0000-0010    | kiesett                            | kiesett                        | kiesett           |                                |                                     |                                        |                                |                   | 20.      |
| Katarzyna Juszczak     | Félnehézsúly | erőnyerő                        | María Cangá (ECU) · 1000-0000      | Kim Midzsong (KOR) · 0000-1100 |                   |                                | Alison Webb (CAN) · 0100-0000       | Regina Schüttenhelm (GER) · 0000-0010  | kiesett                        |                   | 7.       |
| Beata Maksymowa        | Nehézsúly    | Anne Åkerblom (FIN) · 0010-0000 | Estela Rodríguez (CUB) · 0000-0010 |                                |                   |                                | Supatra Yompakdee (THA) · 1000-0000 | Szvetlana Gundarenko (EUN) · 0001-0000 | Szakaue Jóko (JPN) · 0000-1000 |                   | 5.       |

## Evezés
Férfi
| Versenyző                                                                                | Versenyszám      | Előfutam | Előfutam | Vigaszág | Vigaszág | Elődöntő | Elődöntő | Elődöntő | Döntő | Döntő   | Döntő | Helyezés |
| Versenyző                                                                                | Versenyszám      | Idő      | Hely.    | Idő      | Hely.    | Típus    | Idő      | Hely.    | Típus | Idő     | Hely. | Helyezés |
| ---------------------------------------------------------------------------------------- | ---------------- | -------- | -------- | -------- | -------- | -------- | -------- | -------- | ----- | ------- | ----- | -------- |
| Kajetan Broniewski                                                                       | Egypárevezős     | 7:11,01  | 2.       | 7:01,64  | 1.       | A/B      | 7:02,65  | 3.       | A     | 6:56,82 | 3.    |          |
| Andrzej Marszałek Andrzej Krzepiński                                                     | Kétpárevezős     | 6:33,51  | 3.       | 6:41,27  | 1.       | A/B      | 6:19,98  | 3.       | A     | 6:24,32 | 5.    | 5.       |
| Piotr Basta Tomasz Mruczkowski Bartosz Sroga (kormányos)                                 | Kormányos kettes | 7:02,12  | 1.       |          |          | A/B      | 6:53,97  | 4.       | B     | 7:04,37 | 1.    | 7.       |
| Marek Gawkowski Piotr Bujnarowski Cezary Jędrzycki Jarosław Janowski                     | Négypárevezős    | 5:54,13  | 4.       | 5:59,03  | 3.       | A/B      | 6:05,31  | 5.       | B     | 6:01,18 | 5.    | 11.      |
| Jacek Streich Wojciech Jankowski Tomasz Tomiak Maciej Łasicki Michał Cieślak (kormányos) | Kormányos négyes | 6:27,24  | 5.       | 6:16,93  | 2.       |          |          |          | A     | 6:03,27 | 3.    |          |

## Íjászat
Férfi
| Versenyző                                         | Versenyszám | Selejtező | Selejtező | Selejtező | Selejtező | Selejtező | Selejtező | Selejtező | Selejtező | Selejtező | Selejtező | Kieséses szakasz  | Kieséses szakasz                                                             | Kieséses szakasz  | Kieséses szakasz  | Kieséses szakasz  | Helyezés |
| Versenyző                                         | Versenyszám | 30 m      | 30 m      | 50 m      | 50 m      | 70 m      | 70 m      | 90 m      | 90 m      | Pont      | Hely.     | 32-es főtábla     | Nyolcaddöntő                                                                 | Negyeddöntő       | Elődöntő          | Döntő             | Helyezés |
| Versenyző                                         | Versenyszám | Pont      | Hely.     | Pont      | Hely.     | Pont      | Hely.     | Pont      | Hely.     | Pont      | Hely.     | Ellenfél Eredmény | Ellenfél Eredmény                                                            | Ellenfél Eredmény | Ellenfél Eredmény | Ellenfél Eredmény | Helyezés |
| ------------------------------------------------- | ----------- | --------- | --------- | --------- | --------- | --------- | --------- | --------- | --------- | --------- | --------- | ----------------- | ---------------------------------------------------------------------------- | ----------------- | ----------------- | ----------------- | -------- |
| Jacek Gilewski                                    | Egyéni      | 349       | 16.       | 316       | 39.       | 316       | 43.       | 280       | 47.       | 1261      | 36.       | kiesett           | kiesett                                                                      | kiesett           | kiesett           | kiesett           | 36.      |
| Konrad Kwiecień                                   | Egyéni      | 341       | 48.       | 310       | 53.       | 325       | 18.       | 279       | 51.       | 1255      | 44.       | kiesett           | kiesett                                                                      | kiesett           | kiesett           | kiesett           | 44.      |
| Sławomir Napłoszek                                | Egyéni      | 342       | 42.       | 303       | 62.       | 319       | 34.       | 279       | 51.       | 1243      | 54.       | kiesett           | kiesett                                                                      | kiesett           | kiesett           | kiesett           | 54.      |
| Jacek Gilewski Konrad Kwiecień Sławomir Napłoszek | Csapat      | 1032      | 9.        | 929       | 18.       | 960       | 7.        | 838       | 17.       | 3759      | 16.       |                   | Dél-Korea (KOR) · Im Hui-Sik · Jeong Jae-Heon · Han Seung-Hun (1.) · 233-240 | kiesett           | kiesett           | kiesett           | 10.      |

Női
| Versenyző                                    | Versenyszám | Selejtező | Selejtező | Selejtező | Selejtező | Selejtező | Selejtező | Selejtező | Selejtező | Selejtező | Selejtező | Kieséses szakasz                     | Kieséses szakasz                                                                     | Kieséses szakasz  | Kieséses szakasz  | Kieséses szakasz  | Helyezés |
| Versenyző                                    | Versenyszám | 30 m      | 30 m      | 50 m      | 50 m      | 60 m      | 60 m      | 70 m      | 70 m      | Pont      | Hely.     | 32-es főtábla                        | Nyolcaddöntő                                                                         | Negyeddöntő       | Elődöntő          | Döntő             | Helyezés |
| Versenyző                                    | Versenyszám | Pont      | Hely.     | Pont      | Hely.     | Pont      | Hely.     | Pont      | Hely.     | Pont      | Hely.     | Ellenfél Eredmény                    | Ellenfél Eredmény                                                                    | Ellenfél Eredmény | Ellenfél Eredmény | Ellenfél Eredmény | Helyezés |
| -------------------------------------------- | ----------- | --------- | --------- | --------- | --------- | --------- | --------- | --------- | --------- | --------- | --------- | ------------------------------------ | ------------------------------------------------------------------------------------ | ----------------- | ----------------- | ----------------- | -------- |
| Edyta Korotkin                               | Egyéni      | 342       | 24.       | 309       | 30.       | 322       | 29.       | 297       | 34.       | 1270      | 31.       | Kim Szunjong (KOR) (2.) · 92-106     | kiesett                                                                              | kiesett           | kiesett           | kiesett           | 32.      |
| Joanna Nowicka                               | Egyéni      | 341       | 30.       | 329       | 5.        | 334       | 6.        | 311       | 17.       | 1315      | 10.       | Nathalie Hibon (FRA) (23.) · 105-100 | Alison Williamson (GBR) (7.) · 107-107                                               | kiesett           | kiesett           | kiesett           | 10.      |
| Iwona Okrzesik                               | Egyéni      | 338       | 40.       | 293       | 51.       | 310       | 46.       | 282       | 51.       | 1223      | 50.       | kiesett                              | kiesett                                                                              | kiesett           | kiesett           | kiesett           | 50.      |
| Edyta Korotkin Joanna Nowicka Iwona Okrzesik | Csapat      | 1021      | 7.        | 931       | 9.        | 966       | 8.        | 890       | 11.       | 3808      | 10.       |                                      | Törökország (TUR) · Elif Ekşi · Natalia Nasaridze-Çakir · Zehra Öktem (7.) · 213-235 | kiesett           | kiesett           | kiesett           | 16.      |

## Kajak-kenu

### Síkvízi
Férfi
| Versenyző                                                           | Versenyszám         | Előfutam | Előfutam | Előfutam | Vigaszág | Vigaszág | Vigaszág | Elődöntő | Elődöntő | Elődöntő | Döntő   | Döntő    |
| Versenyző                                                           | Versenyszám         | Idő      | Hely.    | Össz.    | Idő      | Hely.    | Össz.    | Idő      | Hely.    | Össz.    | Idő     | Helyezés |
| ------------------------------------------------------------------- | ------------------- | -------- | -------- | -------- | -------- | -------- | -------- | -------- | -------- | -------- | ------- | -------- |
| Grzegorz Kotowicz                                                   | Kajak egyes 500 m   | 1:44,58  | 4.       | 16.      | 1:41,68  | 3.       | 6.       | 1:43,70  | 8.       | 15.      | kiesett | kiesett  |
| Maciej Freimut Wojciech Kurpiewski                                  | Kajak kettes 500 m  | 1:34,76  | 1.       | 9.       | erőnyerő | erőnyerő | erőnyerő | 1:29,66  | 2.       | 4.       | 1:29,84 |          |
| Grzegorz Kotowicz Dariusz Białkowski                                | Kajak kettes 1000 m | 3:30,92  | 4.       | 21.      | 3:15,58  | 1.       | 2.       | 3:18,55  | 2.       | 5.       | 3:18,86 |          |
| Maciej Freimut Wojciech Kurpiewski Grzegorz Kaleta Grzegorz Krawców | Kajak négyes 1000 m | 2:55,28  | 2.       | 4.       |          |          |          | 2:59,20  | 4.       | 10.      | 3:01,43 | 6.       |
| Mariusz Walkowiak                                                   | Kenu egyes 500 m    | 1:58,14  | 5.       | 15.      | 1:59,24  | 4.       | 9.       | 2:00,28  | 9.       | 17.      | kiesett | kiesett  |
| Tomasz Darski                                                       | Kenu egyes 1000 m   | 4:23,31  | 6.       | 18.      | 4:11,11  | 5.       | 10.      | kiesett  | kiesett  | kiesett  | kiesett | kiesett  |
| Tomasz Darski Andrzej Sołoducha                                     | Kenu kettes 500 m   | 1:46,93  | 7.       | 11.      |          |          |          | 1:42,72  | 3.       | 6.       | kiesett | kiesett  |
| Dariusz Koszykowski Mariusz Walkowiak                               | Kenu kettes 1000 m  | 3:38,72  | 4.       | 8.       |          |          |          | 3:48,88  | 4.       | 8.       | kiesett | kiesett  |

Női
| Versenyző                           | Versenyszám        | Előfutam | Előfutam | Előfutam | Elődöntő | Elődöntő | Elődöntő | Döntő   | Döntő    |
| Versenyző                           | Versenyszám        | Idő      | Hely.    | Össz.    | Idő      | Hely.    | Össz.    | Idő     | Helyezés |
| ----------------------------------- | ------------------ | -------- | -------- | -------- | -------- | -------- | -------- | ------- | -------- |
| Izabela Dylewska                    | Kajak egyes 500 m  | 1:55,72  | 4.       | 7.       | 1:51,61  | 2.       | 3.       | 1:52,36 |          |
| Izabela Dylewska Elżbieta Urbańczyk | Kajak kettes 500 m | 1:44,43  | 2.       | 7.       | 1:43,50  | 3.       | 7.       | 1:42,44 | 6.       |

### Szlalom
Férfi
| Versenyző                                | Versenyszám | Döntő    | Döntő    | Döntő    | Döntő    | Döntő         | Helyezés |
| Versenyző                                | Versenyszám | 1. futam | 1. futam | 2. futam | 2. futam | Jobb eredmény | Helyezés |
| Versenyző                                | Versenyszám | Pont     | Hely.    | Pont     | Hely.    | Pont          | Helyezés |
| ---------------------------------------- | ----------- | -------- | -------- | -------- | -------- | ------------- | -------- |
| Krzysztof Bieryt                         | Kenu egyes  | 142,61   | 21.      | 169,01   | 29.      | 142,61        | 27.      |
| Zbigniew Miązek                          | Kenu egyes  | 128,03   | 12.      | 122,37   | 12.      | 122,37        | 15.      |
| Grzegorz Sarata                          | Kenu egyes  | 161,88   | 30.      | 122,12   | 11.      | 122,12        | 13.      |
| Krzysztof Kołomański Michał Staniszewski | Kenu kettes | 142,76   | 9.       | 133,75   | 8.       | 133,75        | 10.      |

Női
| Versenyző          | Versenyszám | Döntő    | Döntő    | Döntő    | Döntő    | Döntő         | Helyezés |
| Versenyző          | Versenyszám | 1. futam | 1. futam | 2. futam | 2. futam | Jobb eredmény | Helyezés |
| Versenyző          | Versenyszám | Pont     | Hely.    | Pont     | Hely.    | Pont          | Helyezés |
| ------------------ | ----------- | -------- | -------- | -------- | -------- | ------------- | -------- |
| Bogusława Knapczyk | Kajak egyes | 160,78   | 21.      | 149,59   | 14.      | 149,59        | 19.      |

## Kerékpározás

### Országúti kerékpározás
Férfi
| Versenyző                                                                   | Versenyszám     | Idő            | Helyezés |
| --------------------------------------------------------------------------- | --------------- | -------------- | -------- |
| Jacek Mickiewicz                                                            | Mezőnyverseny   | 4:35:56(+0:35) | 22.      |
| Zbigniew Piątek                                                             | Mezőnyverseny   | 4:35:56(+0:35) | 55.      |
| Andrzej Sypytkowski                                                         | Mezőnyverseny   | 4:35:56(+0:35) | 6.       |
| Dariusz Baranowski Marek Leśniewski Grzegorz Piwowarski Andrzej Sypytkowski | Csapat időfutam | 2:06:34(+4:55) | 6.       |

### Pálya-kerékpározás
Üldözőversenyek
| Versenyző        | Versenyszám                | Selejtező | Selejtező | Negyeddöntő                    | Negyeddöntő | Negyeddöntő | Elődöntő     | Elődöntő  | Elődöntő | Döntő        | Döntő     | Helyezés |
| Versenyző        | Versenyszám                | Idő       | Hely.     | Ellenfél Idő                   | Saját idő   | Hely.       | Ellenfél Idő | Saját idő | Hely.    | Ellenfél Idő | Saját idő | Helyezés |
| ---------------- | -------------------------- | --------- | --------- | ------------------------------ | ----------- | ----------- | ------------ | --------- | -------- | ------------ | --------- | -------- |
| Robert Karśnicki | Férfi egyéni üldözőverseny | 4:39,836  | 11.       | Adolfo Alperi (ESP) · 4:34,760 | 4:35,184    | 13.         | kiesett      | kiesett   | kiesett  | kiesett      | kiesett   | 13.      |

Időfutam
| Versenyző        | Versenyszám           | Idő      | Helyezés |
| ---------------- | --------------------- | -------- | -------- |
| Grzegorz Krejner | Férfi egyéni időfutam | 1:07,235 | 20.      |

Pontversenyek
| Versenyző       | Versenyszám       | Selejtező | Selejtező | Selejtező | Selejtező | Döntő     | Döntő | Helyezés |
| Versenyző       | Versenyszám       | Csoport   | lekörözés | Pont      | Hely.     | lekörözés | Pont  | Helyezés |
| --------------- | ----------------- | --------- | --------- | --------- | --------- | --------- | ----- | -------- |
| Wojciech Pawłak | Férfi pontverseny | A         | 1         | 7         | 12.       | -         | 12    | 12.      |

## Labdarúgás
| Lengyel férfi labdarúgócsapat-játékoskeret | Lengyel férfi labdarúgócsapat-játékoskeret |
| --- | --- |
| - Dariusz Adamczuk - Marek Bajor - Jerzy Brzęczek - Dariusz Gęsior - Marcin Jałocha - Andrzej Juskowiak - Aleksander Kłak - Andrzej Kobylański - Dariusz Koseła | - Wojciech Kowalczyk - Marek Koźmiński - Tomasz Łapiński - Grzegorz Mielcarski - Ryszard Staniek - Piotr Świerczewski - Tomasz Wałdoch - Mirosław Waligóra - Szövetségi kapitány: Janusz Wojcik |

### Eredmények
Csoportkör
A csoport
| Csapat                 | M | Gy | D | V | Rg | Kg | Gk | P |
| ---------------------- | - | -- | - | - | -- | -- | -- | - |
| Lengyelország (POL)    | 3 | 2  | 1 | 0 | 7  | 2  | +5 | 5 |
| Olaszország (ITA)      | 3 | 2  | 0 | 1 | 3  | 4  | –1 | 4 |
| Egyesült Államok (USA) | 3 | 1  | 1 | 1 | 6  | 5  | +1 | 3 |
| Kuvait (KUW)           | 3 | 0  | 0 | 3 | 1  | 6  | –5 | 0 |

| 1992. július 24. 20:00 |

| Lengyelország (POL) | 2–0               | Kuvait (KUW) |
| ------------------- | ----------------- | ------------ |
| Juskowiak 7' 80'    | (1–0) Jegyzőkönyv |              |

| Estadio La Romareda, Zaragoza Nézőszám: 2 000 Játékvezető: Escobar (paraguayi) |

| 1992. július 27. 21:00 |

| Olaszország (ITA)           | 0–3               | Lengyelország (POL)                     |
| --------------------------- | ----------------- | --------------------------------------- |
| Luzardi 16′, 59′ Corini 69′ | (0–1) Jegyzőkönyv | Juskowiak 4' Staniek 48' Mielcarski 90' |

| Estadi de Sarrià, Barcelona Nézőszám: 15 000 Játékvezető: Don (angol) |

| 1992. július 29. 19:00 |

| Egyesült Államok (USA) | 2–2               | Lengyelország (POL)         |
| ---------------------- | ----------------- | --------------------------- |
| Imler 20' Snow 52'     | (1–2) Jegyzőkönyv | Koźmiński 31' Juskowiak 40' |

| Estadio La Romareda, Zaragoza Nézőszám: 3 000 Játékvezető: Kee Chong (mauritiusi) |

Negyeddöntő
| 1992. augusztus 1. 21:30 |

| Lengyelország (POL)       | 2–0               | Katar (QAT) |
| ------------------------- | ----------------- | ----------- |
| Kowalczyk 42' Jałocha 74' | (1–0) Jegyzőkönyv |             |

| Camp Nou, Barcelona Nézőszám: 25 000 Játékvezető: Sendid (algériai) |

Elődöntő
| 1992. augusztus 5. 21:30 |

| Lengyelország (POL)                                        | 6–1               | Ausztrália (AUS) |
| ---------------------------------------------------------- | ----------------- | ---------------- |
| Kowalczyk 28' 90' Juskowiak 43' 55' 80' Murphy 70' (öngól) | (2–1) Jegyzőkönyv | Veart 36'        |

| Camp Nou, Barcelona Nézőszám: 45 000 Játékvezető: Márcio Rezende (brazil) |

Döntő
| 1992. augusztus 8. 20:00 |

| Lengyelország (POL)         | 2–3               | Spanyolország (ESP)        |
| --------------------------- | ----------------- | -------------------------- |
| Kowalczyk 45+1' Staniek 75' | (0–0) Jegyzőkönyv | Fernández 65' Kiko 70' 90' |

| Camp Nou, Barcelona Nézőszám: 95 000 Játékvezető: Torres Cadena (kolumbiai) |

| Csapat              | Helyezés |
| ------------------- | -------- |
| Lengyelország (POL) |          |

## Lovaglás
Lovastusa
| Versenyző                                                        | Ló                     | Versenyszám | Díjlovaglás | Díjlovaglás | Tereplovaglás | Tereplovaglás | Tereplovaglás | Díjugratás | Díjugratás | Végeredmény | Végeredmény |
| Versenyző                                                        | Ló                     | Versenyszám | Bünt.       | Hely.       | Bünt.         | Hely.         | Össz.         | Bünt.      | Hely.      | Bünt.       | Helyezés    |
| ---------------------------------------------------------------- | ---------------------- | ----------- | ----------- | ----------- | ------------- | ------------- | ------------- | ---------- | ---------- | ----------- | ----------- |
| Arkadiusz Bachur                                                 | Chutor                 | Egyéni      | 66,00       | 47.         | 107,60        | 48.           | 46.           | 25,00      | 55.        | 198,60      | 50.         |
| Bogusław Jarecki                                                 | Fant                   | Egyéni      | 65,20       | 44.         | 73,20         | 32.           | 32.           | 40,00      | 61.        | 178,40      | 42.         |
| Jacek Krukowski                                                  | Ibis                   | Egyéni      | 73,40       | 64.         | 74,00         | 33.           | 38.           | 10,00      | 24.        | 157,40      | 33.         |
| Piotr Piasecki                                                   | Igrek                  | Egyéni      | 92,00       | 80.         | 51,60         | 25.           | 34.           | 15,00      | 42.        | 158,60      | 35.         |
| Arkadiusz Bachur Bogusław Jarecki Jacek Krukowski Piotr Piasecki | Chutor Fant Ibis Igrek | Csapat      | 230,60      | 15.         | 198,80        | 7.            | 9.            | 65,00      | 15.        | 494,40      | 9.          |

## Műugrás
Férfi
| Versenyző           | Versenyszám        | Elődöntő | Elődöntő | Döntő   | Döntő    |
| Versenyző           | Versenyszám        | Pont     | Helyezés | Pont    | Helyezés |
| ------------------- | ------------------ | -------- | -------- | ------- | -------- |
| Grzegorz Kozdrański | Egyéni műugrás     | 228,06   | 32.      | kiesett | kiesett  |
| Grzegorz Kozdrański | Egyéni toronyugrás | 322,83   | 22.      | kiesett | kiesett  |

## Ökölvívás
| Versenyző        | Versenyszám  | Selejtező                       | Nyolcaddöntő                     | Negyeddöntő                | Elődöntő                | Döntő             | Helyezés |
| Versenyző        | Versenyszám  | Ellenfél Eredmény               | Ellenfél Eredmény                | Ellenfél Eredmény          | Ellenfél Eredmény       | Ellenfél Eredmény | Helyezés |
| ---------------- | ------------ | ------------------------------- | -------------------------------- | -------------------------- | ----------------------- | ----------------- | -------- |
| Andrzej Rżany    | Papírsúly    | Radzsendra Praszád (IND) · 6-12 | kiesett                          | kiesett                    | kiesett                 | kiesett           | 17.      |
| Leszek Olszewski | Légsúly      | Raúl González (CUB) · 7-15      | kiesett                          | kiesett                    | kiesett                 | kiesett           | 17.      |
| Robert Ciba      | Harmatsúly   | Mohammed Sabo (NGR) · RSC       | kiesett                          | kiesett                    | kiesett                 | kiesett           | 17.      |
| Dariusz Snarski  | Könnyűsúly   | Justin Rowsell (AUS) · RSC      | Marco Rudolph (GER) · 1-10       | kiesett                    | kiesett                 | kiesett           | 9.       |
| Wiesław Małyszko | Váltósúly    | César Ramos (DOM) · 1-6         | kiesett                          | kiesett                    | kiesett                 | kiesett           | 17.      |
| Robert Buda      | Középsúly    | Alberth Papilaya (INA) · 5-11   | kiesett                          | kiesett                    | kiesett                 | kiesett           | 17.      |
| Wojciech Bartnik | Félnehézsúly | Alexander González (PUR) · 6-3  | Mohamed Ben Guesmia (ALG) · 14-3 | Ángel Espinosa (CUB) · 9-7 | Torsten May (GER) · 6-8 | kiesett           |          |
| Krzysztof Rojek  | Nehézsúly    | Félix Savón (CUB) · RSC         | kiesett                          | kiesett                    | kiesett                 | kiesett           | 17.      |

RSC - a játékvezető megállította a mérkőzést

## Öttusa
| Versenyző                                               | Versenyszám | Vívás    | Vívás | Vívás   | Úszás  | Úszás | Úszás | Lövészet | Lövészet | Lövészet | Futás   | Futás | Futás | Lovaglás | Lovaglás | Lovaglás | Összesen    | Összesen |
| Versenyző                                               | Versenyszám | Pontszám | Pont  | Hely.   | Idő    | Pont  | Hely. | Eredmény | Pont     | Hely.    | Idő     | Pont  | Hely. | Idő      | Pont     | Hely.    | Összes pont | Helyezés |
| ------------------------------------------------------- | ----------- | -------- | ----- | ------- | ------ | ----- | ----- | -------- | -------- | -------- | ------- | ----- | ----- | -------- | -------- | -------- | ----------- | -------- |
| Maciej Czyżowicz                                        | Egyéni      | 33-32    | 779   | 37.**   | 3:20,4 | 1272  | 16.   | 189      | 1105     | 12.***   | 13:46,0 | 1087  | 36.   | 1:46,4   | 962      | 33.      | 5205        | 19.      |
| Dariusz Goździak                                        | Egyéni      | 34-31    | 796   | 28.**** | 3:40,6 | 1108  | 62.   | 195      | 1195     | 3.       | 13:30,2 | 1135  | 26.*  | 1:38,2   | 1020     | 20.      | 5254        | 10.      |
| Arkadiusz Skrzypaszek                                   | Egyéni      | 46-19    | 1000  | 2.      | 3:22,5 | 1252  | 21.   | 190      | 1120     | 9.**     | 13:26,9 | 1147  | 23.   | 1:33,8   | 1040     | 13.      | 5559        |          |
| Maciej Czyżowicz Dariusz Goździak Arkadiusz Skrzypaszek | Csapat      |          | 2575  | 2.      |        | 3632  | 16.   |          | 3420     | 1.       |         | 3369  | 8.    |          | 3022     | 2.       | 16018       |          |

* - egy másik versenyzővel azonos időt ért el

** - két másik versenyzővel azonos eredményt ért el

*** - négy másik versenyzővel azonos eredményt ért el

**** - nyolc másik versenyzővel azonos eredményt ért el

## Sportlövészet
Férfi
| Versenyző            | Versenyszám           | Selejtező | Selejtező | Döntő   | Döntő    |
| Versenyző            | Versenyszám           | Pont      | Helyezés  | Pont    | Helyezés |
| -------------------- | --------------------- | --------- | --------- | ------- | -------- |
| Adam Kaczmarek       | Gyorstüzelő pisztoly  | 591       | 2.        | 778     | 7.       |
| Krzysztof Kucharczyk | Gyorstüzelő pisztoly  | 590       | 3.        | 880     | 4.       |
| Paweł Hadrych        | Légpisztoly           | 573       | 29.*      | kiesett | kiesett  |
| Jerzy Pietrzak       | Légpisztoly           | 582       | 7.        | 680,1   | 6.       |
| Jerzy Pietrzak       | Szabadpisztoly        | 560       | 9.        | kiesett | kiesett  |
| Robert Kraskowski    | Légpuska              | 588       | 13.****   | kiesett | kiesett  |
| Tadeusz Czerwiński   | Sportpuska, fekvő     | 594       | 18.****   | kiesett | kiesett  |
| Tadeusz Czerwiński   | Sportpuska, összetett | 1160      | 14.*      | kiesett | kiesett  |
| Jacek Kubka          | Sportpuska, összetett | 1145      | 35.*      | kiesett | kiesett  |
| Jacek Kubka          | Sportpuska, fekvő     | 588       | 43.***    | kiesett | kiesett  |

Női
| Versenyző               | Versenyszám           | Selejtező | Selejtező | Döntő   | Döntő    |
| Versenyző               | Versenyszám           | Pont      | Helyezés  | Pont    | Helyezés |
| ----------------------- | --------------------- | --------- | --------- | ------- | -------- |
| Mirosława Sagun         | Légpisztoly           | 381       | 7.        | 477,8   | 8.       |
| Julita Macur            | Légpisztoly           | 371       | 39.**     | kiesett | kiesett  |
| Julita Macur            | Sportpisztoly         | 578       | 7.        | 674     | 8.       |
| Małgorzata Książkiewicz | Légpuska              | 388       | 23.**     | kiesett | kiesett  |
| Małgorzata Książkiewicz | Sportpuska, összetett | 585       | 2.        | 681,5   |          |
| Renata Mauer            | Sportpuska, összetett | 577       | 14.**     | kiesett | kiesett  |
| Renata Mauer            | Légpuska              | 389       | 17.****   | kiesett | kiesett  |

Nyílt
| Versenyző              | Versenyszám | Selejtező | Selejtező | Elődöntő | Elődöntő | Döntő   | Döntő    |
| Versenyző              | Versenyszám | Pont      | Helyezés  | Pont     | Helyezés | Pont    | Helyezés |
| ---------------------- | ----------- | --------- | --------- | -------- | -------- | ------- | -------- |
| Dorota Chytrowska-Mika | Skeet       | 145       | 25.*****  | kiesett  | kiesett  | kiesett | kiesett  |

* - egy másik versenyzővel azonos eredményt ért el

** - két másik versenyzővel azonos eredményt ért el

*** - négy másik versenyzővel azonos eredményt ért el

**** - öt másik versenyzővel azonos eredményt ért el

***** - hét másik versenyzővel azonos eredményt ért el

## Súlyemelés
| Versenyző             | Versenyszám | Szakítás | Szakítás | Lökés                    | Lökés                    | Összesen | Helyezés |
| Versenyző             | Versenyszám | Eredmény | Helyezés | Eredmény                 | Helyezés                 | Összesen | Helyezés |
| --------------------- | ----------- | -------- | -------- | ------------------------ | ------------------------ | -------- | -------- |
| Marek Gorzelniak      | 56 kg       | 115,0    | 6.       | 140,0                    | 9.                       | 255,0    | 8.       |
| Włodzimierz Chlebosz  | 75 kg       | 155,0    | 6.       | 185,0                    | 10.                      | 340,0    | 7.       |
| Andrzej Kozłowski     | 75 kg       | 160,0    | 2.       | 192,5                    | 5.                       | 352,5    | 4.       |
| Andrzej Cofalik       | 82,5 kg     | 160,0    | 6.       | 190,0                    | 11.                      | 350,0    | 10.      |
| Krzysztof Siemion     | 82,5 kg     | 165,0    | 4.       | 205,0                    | 1.                       | 370,0    |          |
| Sergiusz Wołczaniecki | 90 kg       | 172,5    | 3.       | 220,0                    | 3.                       | 392,5    |          |
| Waldemar Malak        | 100 kg      | 185,0    | 2.       | 215,0                    | 4.                       | 400,0    |          |
| Piotr Banaszak        | 110 kg      | 185,0    | 5.       | érvényes kísérlet nélkül | érvényes kísérlet nélkül | kiesett  | kiesett  |
| Dariusz Osuch         | 110 kg      | 175,0    | 6.       | 222,5                    | 4.                       | 397,5    | 5.       |

## Tenisz
Női
| Versenyző                            | Versenyszám | 64-es főtábla                              | 32-es főtábla                                                      | Nyolcaddöntő      | Negyeddöntő       | Elődöntő          | Döntő             | Helyezés |
| Versenyző                            | Versenyszám | Ellenfél Eredmény                          | Ellenfél Eredmény                                                  | Ellenfél Eredmény | Ellenfél Eredmény | Ellenfél Eredmény | Ellenfél Eredmény | Helyezés |
| ------------------------------------ | ----------- | ------------------------------------------ | ------------------------------------------------------------------ | ----------------- | ----------------- | ----------------- | ----------------- | -------- |
| Katarzyna Nowak                      | Egyes       | Julie Halard-Decugis (FRA) · 4-6, 6-7(1-7) | kiesett                                                            | kiesett           | kiesett           | kiesett           | kiesett           | 33.      |
| Magdalena Mróz Katarzyna Teodorowicz | Páros       |                                            | Argentína (ARG) · Mercedes Paz · Patricia Tarabini · 4-6, 6-4, 3-6 | kiesett           | kiesett           | kiesett           | kiesett           | 17.      |

## Tollaslabda
| Versenyző                | Versenyszám | Selejtező                                  | 32-es főtábla                                                      | Nyolcaddöntő                                             | Negyeddöntő       | Elődöntő          | Döntő             | Helyezés |
| Versenyző                | Versenyszám | Ellenfél Eredmény                          | Ellenfél Eredmény                                                  | Ellenfél Eredmény                                        | Ellenfél Eredmény | Ellenfél Eredmény | Ellenfél Eredmény | Helyezés |
| ------------------------ | ----------- | ------------------------------------------ | ------------------------------------------------------------------ | -------------------------------------------------------- | ----------------- | ----------------- | ----------------- | -------- |
| Jacek Hankiewicz         | Férfi egyes | Macsida Fumihiko (JPN) · 15-9, 13-15, 3-15 | kiesett                                                            | kiesett                                                  | kiesett           | kiesett           | kiesett           | 33.      |
| Bożena Bąk               | Női egyes   | Virginie Delvingt (FRA) · 11-0, 11-2       | Jelena Ribkina (EUN) · 4-11, 4-11                                  | kiesett                                                  | kiesett           | kiesett           | kiesett           | 17.      |
| Katarzyna Krasowska      | Női egyes   | Harsági Andrea (HUN) · 5-11, 11-0, 11-6    | Pernille Nedergaard (DEN) · 0-11, 3-11                             | kiesett                                                  | kiesett           | kiesett           | kiesett           | 17.      |
| Wioletta Wilk            | Női egyes   | Zarinah Abdullah (SIN) · 5-11, 3-11        | kiesett                                                            | kiesett                                                  | kiesett           | kiesett           | kiesett           | 33.      |
| Bożena Bąk Wioletta Wilk | Női páros   |                                            | Bulgária (BUL) · Emilija Dimitrova · Neli Negyalkova · 17-16, 15-8 | Ausztrália (AUS) · Rhonda Cator · Anna Lao · 3-15, 12-15 | kiesett           | kiesett           | kiesett           | 9.       |
| Bożena Haracz Beata Syta | Női páros   |                                            | Indonézia (INA) · Aadjijatmiko Finarsih · Lili Tampi · 1-15, 9-15  | kiesett                                                  | kiesett           | kiesett           | kiesett           | 17.      |

## Torna

### Ritmikus gimnasztika
| Versenyző        | Versenyszám | Selejtező | Selejtező | Selejtező | Selejtező | Selejtező | Selejtező | Selejtező | Selejtező | Selejtező | Selejtező | Döntő  | Döntő  | Döntő            | Döntő            | Döntő            | Döntő            | Döntő            | Döntő            | Döntő    | Döntő    | Helyezés |
| Versenyző        | Versenyszám | Karika    | Karika    | Kötél     | Kötél     | Buzogány  | Buzogány  | Labda     | Labda     | Összesen  | Összesen  | Karika | Karika | Kötél            | Kötél            | Buzogány         | Buzogány         | Labda            | Labda            | Összesen | Összesen | Helyezés |
| Versenyző        | Versenyszám | Pont      | Hely.     | Pont      | Hely.     | Pont      | Hely.     | Pont      | Hely.     | Pont      | Hely.     | Pont   | Hely.  | Pont             | Hely.            | Pont             | Hely.            | Pont             | Hely.            | Pont     | Hely.    | Helyezés |
| ---------------- | ----------- | --------- | --------- | --------- | --------- | --------- | --------- | --------- | --------- | --------- | --------- | ------ | ------ | ---------------- | ---------------- | ---------------- | ---------------- | ---------------- | ---------------- | -------- | -------- | -------- |
| Eliza Białkowska | Egyéni      | 9,350     | 8.*       | 9,250     | 14.       | 8,925     | 22.**     | 9,200     | 17.       | 36,725    | 14.       | 9,400  | 8.     | nem teljesítette | nem teljesítette | nem teljesítette | nem teljesítette | nem teljesítette | nem teljesítette | 27,762   | 15.      | 15.      |
| Joanna Bodak     | Egyéni      | 9,325     | 10.       | 9,400     | 9.*       | 9,400     | 7.        | 9,325     | 8.        | 37,450    | 9.        | 9,450  | 7.     | 9,300            | 10.*             | 9,550            | 5.**             | 9,450            | 7.**             | 56,475   | 7.       | 7.       |

* - egy másik versenyzővel azonos eredményt ért el

** - két másik versenyzővel azonos eredményt ért el

## Úszás
Férfi
| Versenyző                                                          | Versenyszám          | Előfutam | Előfutam | Előfutam | Döntő   | Döntő   | Döntő   | Helyezés |
| Versenyző                                                          | Versenyszám          | Idő      | Hely.    | Össz.    | Típus   | Idő     | Hely.   | Helyezés |
| ------------------------------------------------------------------ | -------------------- | -------- | -------- | -------- | ------- | ------- | ------- | -------- |
| Krzysztof Cwalina                                                  | 50 m gyors           | 23,20    | 7.       | 18.      | kiesett | kiesett | kiesett | kiesett  |
| Krzysztof Cwalina                                                  | 100 m gyors          | 51,70    | 3.       | 35.      | kiesett | kiesett | kiesett | kiesett  |
| Artur Wojdat                                                       | 200 m gyors          | 1:48,60  | 3.       | 7.       | A       | 1:48,24 | 4.      | 4.       |
| Artur Wojdat                                                       | 400 m gyors          | 3:51,66  | 1.       | 8.       | A       | 3:48,10 | 4.      | 4.       |
| Mariusz Podkościelny                                               | 400 m gyors          | 3:52,07  | 3.       | 11.      | B       | 3:54,56 | 7.      | 15.      |
| Mariusz Podkościelny                                               | 1500 m gyors         | 15:25,42 | 3.       | 10.      | kiesett | kiesett | kiesett | kiesett  |
| Piotr Albiński                                                     | 1500 m gyors         | 15:23,01 | 4.       | 9.       | kiesett | kiesett | kiesett | kiesett  |
| Konrad Gałka                                                       | 100 m pillangó       | 58,86    | 8.       | 55.      | kiesett | kiesett | kiesett | kiesett  |
| Konrad Gałka                                                       | 200 m pillangó       | 2:01,33  | 5.       | 18.      | kiesett | kiesett | kiesett | kiesett  |
| Rafał Szukała                                                      | 200 m pillangó       | 1:59,51  | 3.       | 6.       | A       | 1:58,89 | 4.      | 4.       |
| Rafał Szukała                                                      | 100 m pillangó       | 53,60    | 1.       | 2.       | A       | 53,35   | 2.      |          |
| Igor Łuczak                                                        | 200 m vegyes         | 2:07,08  | 1.       | 29.      | kiesett | kiesett | kiesett | kiesett  |
| Igor Łuczak                                                        | 400 m vegyes         | 4:28,60  | 1.       | 20.      | kiesett | kiesett | kiesett | kiesett  |
| Marcin Maliński                                                    | 400 m vegyes         | 4:24,72  | 5.       | 15.      | B       | 4:22,59 | 6.      | 14.      |
| Marcin Maliński                                                    | 200 m vegyes         | 2:05,32  | 1.       | 20.      | kiesett | kiesett | kiesett | kiesett  |
| Mariusz Podkościelny Artur Wojdat Piotr Albiński Krzysztof Cwalina | 4 × 200 m gyorsváltó | 7:29,59  | 5.       | 13.      | kiesett | kiesett | kiesett | kiesett  |

Női
| Versenyző         | Versenyszám    | Előfutam | Előfutam | Előfutam | Döntő   | Döntő   | Döntő   | Helyezés |
| Versenyző         | Versenyszám    | Idő      | Hely.    | Össz.    | Típus   | Idő     | Hely.   | Helyezés |
| ----------------- | -------------- | -------- | -------- | -------- | ------- | ------- | ------- | -------- |
| Małgorzata Galwas | 100 m hát      | 1:05,36  | 2.       | 29.      | kiesett | kiesett | kiesett | kiesett  |
| Małgorzata Galwas | 200 m hát      | 2:17,73  | 3.       | 26.      | kiesett | kiesett | kiesett | kiesett  |
| Marta Włodkowska  | 200 m hát      | 2:22,86  | 5.       | 38.      | kiesett | kiesett | kiesett | kiesett  |
| Marta Włodkowska  | 400 m vegyes   | 4:58,30  | 8.       | 24.      | kiesett | kiesett | kiesett | kiesett  |
| Ewa Synowska      | 400 m vegyes   | 4:46,00  | 2.       | 4.       | A       | 4:53,32 | 8.      | 8.       |
| Ewa Synowska      | 200 m pillangó | 2:14,58  | 4.       | 11.      | B       | 2:13,61 | 3.      | 11.      |
| Ewa Synowska      | 200 m vegyes   | 2:16,88  | 1.       | 6.       | A       | 2:18,85 | 8.      | 8.       |
| Alicja Pęczak     | 200 m vegyes   | 2:17,90  | 4.       | 12.      | B       | 2:18,55 | 3.      | 11.      |
| Alicja Pęczak     | 100 m mell     | 1:10,60  | 4.       | 9.       | B       | 1:10,73 | 3.      | 11.      |
| Alicja Pęczak     | 200 m mell     | 2:30,78  | 1.       | 8.       | A       | 2:31,76 | 8.      | 8.       |
| Magdalena Kupiec  | 200 m mell     | 2:33,92  | 6.       | 16.      | B       | 2:35,74 | 7.      | 15.      |
| Magdalena Kupiec  | 100 m mell     | 1:10,90  | 5.       | 11.      | B       | 1:10,32 | 2.      | 10.      |
| Anna Uryniuk      | 100 m pillangó | 1:02,50  | 1.       | 22.      | kiesett | kiesett | kiesett | kiesett  |
| Anna Uryniuk      | 200 m pillangó | 2:14,91  | 1.       | 12.      | B       | 2:14,44 | 4.      | 12.      |

## Vitorlázás
Férfi
| Versenyző                      | Versenyszám     | Futam | Futam | Futam | Futam  | Futam | Futam  | Futam | Futam | Futam | Futam | Pontszám | Helyezés |
| Versenyző                      | Versenyszám     | 1     | 2     | 3     | 4      | 5     | 6      | 7     | 8     | 9     | 10    | Pontszám | Helyezés |
| ------------------------------ | --------------- | ----- | ----- | ----- | ------ | ----- | ------ | ----- | ----- | ----- | ----- | -------- | -------- |
| Piotr Olewiński                | Szörfvitorlázás | 36,0  | 34,0  | 29,0  | (51,0) | 31,0  | 51,0   | 29,0  | 27,0  | 21,0  | 18,0  | 276,0    | 28.      |
| Marek Chocian Zdzisław Staniul | 470-es osztály  | 23,0  | 21,0  | 21,0  | 30,0   | 26,0  | (44,0) | 23,0  |       |       |       | 144,0    | 21.      |

Női
| Versenyző        | Versenyszám     | Futam | Futam | Futam | Futam   | Futam | Futam | Futam | Futam | Futam | Futam | Pontszám | Helyezés |
| Versenyző        | Versenyszám     | 1     | 2     | 3     | 4       | 5     | 6     | 7     | 8     | 9     | 10    | Pontszám | Helyezés |
| ---------------- | --------------- | ----- | ----- | ----- | ------- | ----- | ----- | ----- | ----- | ----- | ----- | -------- | -------- |
| Joanna Burzyńska | Szörfvitorlázás | 16,0  | 14,0  | 15,0  | (31,0*) | 16,0  | 11,7  | 17,0  | 17,0  | 13,0  | 3,0   | 122,7    | 9.       |

* - kizárták

## Vívás
Férfi
| Versenyző                                                                             | Versenyszám       | Csoportkör | Csoportkör | Selejtező                       | 32-es főtábla                            | Egyenes ág a negyeddöntőért              | Egyenes ág a negyeddöntőért         | Vigaszág a negyeddöntőért          | Vigaszág a negyeddöntőért            | Vigaszág a negyeddöntőért            | Vigaszág a negyeddöntőért                | Negyeddöntő                                | Elődöntő                               | Döntő                                    | Helyezés |
| Versenyző                                                                             | Versenyszám       | Csoportkör | Csoportkör | Selejtező                       | 32-es főtábla                            | 1. kör                                   | 2. kör                              | 1. kör                             | 2. kör                               | 3. kör                               | 4. kör                                   | Negyeddöntő                                | Elődöntő                               | Döntő                                    | Helyezés |
| Versenyző                                                                             | Versenyszám       | Ellenfél Eredmény | Hely.      | Ellenfél Eredmény               | Ellenfél Eredmény                        | Ellenfél Eredmény                        | Ellenfél Eredmény                   | Ellenfél Eredmény                  | Ellenfél Eredmény                    | Ellenfél Eredmény                    | Ellenfél Eredmény                        | Ellenfél Eredmény                          | Ellenfél Eredmény                      | Ellenfél Eredmény                        | Helyezés |
| ------------------------------------------------------------------------------------- | ----------------- | --- | ---------- | ------------------------------- | ---------------------------------------- | ---------------------------------------- | ----------------------------------- | ---------------------------------- | ------------------------------------ | ------------------------------------ | ---------------------------------------- | ------------------------------------------ | -------------------------------------- | ---------------------------------------- | -------- |
| Piotr Kiełpikowski                                                                    | Tőr, egyéni       | 4. csoport · Andrea Borella (ITA) · 0-5 · Elvis Gregory (CUB) · 5-2 · Ramiro Bravo (ESP) · 5-2 · Vang Haj-pin (Wang Haibin) (CHN) · 5-1 · Dario Torrente (RSA) · 5-4 · José Marcelo Álvarez (PAR) · 5-1 | 2.         | erőnyerő                        | Nagano Josihide (JPN) · 5-2, 5-3         | Guillermo Betancourt (CUB) · 1-5, 4-6    |                                     |                                    | Patrick Groc (FRA) · 5-1, 2-5, 5-3   | Szerhij Holubickij (EUN) · 3-5, 2-5  | kiesett                                  | kiesett                                    | kiesett                                | kiesett                                  | 15.      |
| Adam Krzesiński                                                                       | Tőr, egyéni       | 8. csoport · Mauro Numa (ITA) · 1-5 · José Francisco Guerra (ESP) · 4-5 · Joachim Wendt (AUT) · 5-4 · Maged Abdallah (EGY) · 5-2 · Tang Kvóng-hou (Tang Kwong Hau) (HKG) · 2-5                          | 5.         | Patrick Groc (FRA) · 3-5, 1-5   | kiesett                                  | kiesett                                  | kiesett                             | kiesett                            | kiesett                              | kiesett                              | kiesett                                  | kiesett                                    | kiesett                                | kiesett                                  | 44.      |
| Marian Sypniewski                                                                     | Tőr, egyéni       | 2. csoport · Dmitrij Sevcsenko (EUN) · 3-5 · Kiss Róbert (HUN) · 5-4 · Vang Li-hung (Wang Lihong) (CHN) · 5-1 · Zaddick Longenbach (USA) · 5-4 · Kim Seung-Pyo (KOR) · 5-4 · José Guimarães (POR) · 5-1 | 2.         | erőnyerő                        | William Gosbee (GBR) · 3-5, 6-4, 5-2     | Szerhij Holubickij (EUN) · 5-3, 2-5, 5-3 | Elvis Gregory (CUB) · 3-5, 5-3, 5-1 |                                    |                                      |                                      |                                          | Elvis Gregory (CUB) · 0-5, 5-6             | kiesett                                | kiesett                                  | 6.       |
| Maciej Ciszewski                                                                      | Párbajtőr, egyéni | 3. csoport · Vánky Péter (SWE) · 4-5 · Andrej Suvalov (EUN) · 2-5 · Raúl Maroto (ESP) · 5-3 · Mohammed el-Hamar (KUW) · 5-0 · Cornel Milan (ROU) · 5-4 · Luciano Finardi (BRA) · 3-5                    | 3.         | Csang Theszok (KOR) · 4-6, 5-6  | kiesett                                  | kiesett                                  | kiesett                             | kiesett                            | kiesett                              | kiesett                              | kiesett                                  | kiesett                                    | kiesett                                | kiesett                                  | 37.      |
| Witold Gadomski                                                                       | Párbajtőr, egyéni | 9. csoport · Kovács Iván (HUN) · 1-5 · Kaido Kaaberma (EST) · 2-5 · Csang Theszok (KOR) · 2-5 · Jon Normile (USA) · 4-5 · Robert Davidson (AUS) · 5-1 · Tan Kim Huat (SIN) · 4-5                        | 6.         | kiesett                         | kiesett                                  | kiesett                                  | kiesett                             | kiesett                            | kiesett                              | kiesett                              | kiesett                                  | kiesett                                    | kiesett                                | kiesett                                  | 56.      |
| Sławomir Nawrocki                                                                     | Párbajtőr, egyéni | 8. csoport · Jean-Michel Henry (FRA) · 1-5 · Jean-Marc Chouinard (CAN) · 2-5 · André Kuhn (SUI) · 5-5 · Ulf Sandegren (SWE) · 3-5 · Kim Jeong-Gwan (KOR) · 5-5 · Heinrich van Garderen (RSA) · 5-1      | 6.         | Kim Jeong-Gwan (KOR) · 5-1, 5-2 | Pavel Kolobkov (EUN) · 6-4, 2-5, 2-5     |                                          |                                     | Angelo Mazzoni (ITA) · 2-5, 3-5    | kiesett                              | kiesett                              | kiesett                                  | kiesett                                    | kiesett                                | kiesett                                  | 32.      |
| Marek Gniewkowski                                                                     | Kard, egyéni      | 2. csoport · Vilmoş Szabo (ROU) · 2-5 · Jürgen Nolte (GER) · 5-4 · Jean-Marie Banos (CAN) · 5-4 · Ricardo Menalda (BRA) · 5-4 · George Mormando (USA) · 3-5                                             | 4.         | erőnyerő                        | Jean-Phillippe Daurelle (FRA) · 6-5, 6-4 | Antonio García (ESP) · 5-6, 3-5          |                                     |                                    | Janusz Olech (POL) · 2-5, 2-5        | kiesett                              | kiesett                                  | kiesett                                    | kiesett                                | kiesett                                  | 19.      |
| Robert Kościelniakowski                                                               | Kard, egyéni      | 1. csoport · Jörg Kempenich (GER) · 1-5 · Jean-François Lamour (FRA) · 4-5 · Ian Williams (GBR) · 5-4 · Daniel Grigore (ROU) · 5-0 · Számi el-Báker (KSA) · 5-0                                         | 3.         | erőnyerő                        | Jürgen Nolte (GER) · 5-6, 5-2, 2-5       |                                          |                                     | Nébald György (HUN) · 5-3, 5-1     | Michael Lofton (USA) · 1-5, 6-4, 6-5 | Daniel Grigore (ROU) · 6-5, 5-6, 6-5 | Grigorij Kirijenko (EUN) · 3-5, 6-5, 5-2 | Jean-François Lamour (FRA) · 2-5, 5-1, 4-6 | kiesett                                | kiesett                                  | 7.       |
| Janusz Olech                                                                          | Kard, egyéni      | 3. csoport · Felix Becker (GER) · 1-5 · Ferdinando Meglio (ITA) · 2-5 · Jang Csen (Yang Zhen) (CHN) · 5-4 · Jean-Paul Banos (CAN) · 5-2 · Esteban Mullins (CRC) · 5-3                                   | 3.         | erőnyerő                        | Grigorij Kirijenko (EUN) · 6-4, 2-5, 4-6 |                                          |                                     | Ian Williams (GBR) · 3-5, 5-2, 5-1 | Marek Gniewkowski (POL) · 5-2, 5-2   | Felix Becker (GER) · 5-1, 4-6, 5-2   | Szabó Bence (HUN) · 1-5, 4-6             | kiesett                                    | kiesett                                | kiesett                                  | 12.      |
| Piotr Kiełpikowski Adam Krzesiński Cezary Siess Ryszard Sobczak Marian Sypniewski     | Tőr, csapat       | 2. csoport · Olaszország (ITA) · 8-8 · Kína (CHN) · 9-7 | 2.         |                                 |                                          |                                          |                                     |                                    |                                      |                                      |                                          | Egyesített Csapat (EUN) · 8-8              | Kuba (CUB) · 7-9                       | Bronzmérkőzés · Magyarország (HUN) · 9-4 |          |
| Maciej Ciszewski Witold Gadomski Sławomir Nawrocki Marek Stępień Sławomir Zwierzyński | Párbajtőr, csapat | 4. csoport · Olaszország (ITA) · 2-8 · Kanada (CAN) · 4-9 | 3.         |                                 |                                          |                                          |                                     |                                    |                                      |                                      |                                          | kiesett                                    | kiesett                                | kiesett                                  | 12.      |
| Marek Gniewkowski Norbert Jaskot Jarosław Kisiel Robert Kościelniakowski Janusz Olech | Kard, csapat      | 4. csoport · Németország (GER) · 3-9 · Nagy-Britannia (GBR) · 9-4 | 2.         |                                 |                                          |                                          |                                     |                                    |                                      |                                      |                                          | Egyesített Csapat (EUN) · 2-9              | 5–8. helyért · Olaszország (ITA) · 8-8 | 5. helyért · Németország (GER) · 6-9     | 6.       |

Női
| Versenyző                                                                                | Versenyszám | Csoportkör | Csoportkör | Selejtező         | 32-es főtábla                               | Egyenes ág a negyeddöntőért        | Egyenes ág a negyeddöntőért | Vigaszág a negyeddöntőért         | Vigaszág a negyeddöntőért          | Vigaszág a negyeddöntőért         | Vigaszág a negyeddöntőért          | Negyeddöntő                   | Elődöntő                                 | Döntő                                 | Helyezés |
| Versenyző                                                                                | Versenyszám | Csoportkör | Csoportkör | Selejtező         | 32-es főtábla                               | 1. kör                             | 2. kör                      | 1. kör                            | 2. kör                             | 3. kör                            | 4. kör                             | Negyeddöntő                   | Elődöntő                                 | Döntő                                 | Helyezés |
| Versenyző                                                                                | Versenyszám | Ellenfél Eredmény | Hely.      | Ellenfél Eredmény | Ellenfél Eredmény                           | Ellenfél Eredmény                  | Ellenfél Eredmény           | Ellenfél Eredmény                 | Ellenfél Eredmény                  | Ellenfél Eredmény                 | Ellenfél Eredmény                  | Ellenfél Eredmény             | Ellenfél Eredmény                        | Ellenfél Eredmény                     | Helyezés |
| ---------------------------------------------------------------------------------------- | ----------- | --- | ---------- | ----------------- | ------------------------------------------- | ---------------------------------- | --------------------------- | --------------------------------- | ---------------------------------- | --------------------------------- | ---------------------------------- | ----------------------------- | ---------------------------------------- | ------------------------------------- | -------- |
| Monika Maciejewska                                                                       | Tőr, egyéni | 1. csoport · Margherita Zalaffi (ITA) · 2-5 · I Jeong-Suk (KOR) · 5-4 · Gisèle Meygret (FRA) · 5-0 · Takajanagi Júko (JPN) · 5-3 · Heidi Botha (RSA) · 5-0 · Thalie Tremblay (CAN) · 3-5                | 2.         | erőnyerő          | Thalie Tremblay (CAN) · 4-6, 4-6            |                                    |                             | Stefanek Gertrúd (HUN) · 3-5, 3-5 | kiesett                            | kiesett                           | kiesett                            | kiesett                       | kiesett                                  | kiesett                               | 27.      |
| Anna Sobczak                                                                             | Tőr, egyéni | 6. csoport · Jánosi Zsuzsa (HUN) · 4-5 · Elisabeta Guzganu-Tufan (ROU) · 5-2 · Laurence Modaine (FRA) · 5-2 · Julia Bracewell (GBR) · 5-3 · Yanina Iannuzzi (ARG) · 5-0 · Caitlin Bilodeaux (USA) · 1-5 | 3.         | erőnyerő          | Caitlin Bilodeaux (USA) · 6-5, 5-1          | Sabine Bau (GER) · 2-5, 2-5        |                             |                                   | Isabelle Spennato (FRA) · 6-4, 6-5 | I Jeong-Suk (KOR) · 4-6, 6-5, 6-5 | Giovanna Trillini (ITA) · 4-6, 2-5 | kiesett                       | kiesett                                  | kiesett                               | 11.      |
| Barbara Wolnicka                                                                         | Tőr, egyéni | 3. csoport · Jelena Glikina (EUN) · 5-4 · Claudia Grigorescu (ROU) · 5-3 · Kim Dzsinszun (KOR) · 5-1 · Molly Sullivan (USA) · 5-1 · Sabine Bau (GER) · 2-5                                              | 2.         | erőnyerő          | Tatyjana Szadovszkaja (EUN) · 4-6, 5-2, 5-3 | Giovanna Trillini (ITA) · 0-5, 2-5 |                             |                                   | I Jeong-Suk (KOR) · 2-5, 3-5       | kiesett                           | kiesett                            | kiesett                       | kiesett                                  | kiesett                               | 20.      |
| Katarzyna Felusiak Monika Maciejewska Anna Sobczak Agnieszka Szuchnicka Barbara Wolnicka | Tőr, csapat | 1. csoport · Olaszország (ITA) · 1-9 · Dél-Korea (KOR) · 9-4 | 2.         |                   |                                             |                                    |                             |                                   |                                    |                                   |                                    | Egyesített Csapat (EUN) · 7-9 | 5–8. helyért · Franciaország (FRA) · 4-9 | 7. helyért · Magyarország (HUN) · 7-9 | 8.       |